# Lichenomphalia umbellifera
Lichenomphalia umbellifera es una especie de hongos agárico en la familia Hygrophoraceae.

## Taxonomía
La especie fue descrita por Carlos Linneo en 1753 como Agaricus umbelliferus. En el 2002 fue mudada a  Lichenomphalia.